# Прапор Крижопільського району
Пра́пор Крижо́пільського райо́ну — офіційний символ Крижопільського району Вінницької області, затверджений 22 травня 2012 року рішенням 10 сесії Крижопільської районної ради 6 скликання.
Автор — А. Ґречило.

## Опис
Прапор був створений враховуючи пропозиції геральдичної комісії при районній раді та є червоним прямокутним полотнищем зі співвідношенням сторін 2:3, поділеним прямим білим хрестом (ширина рамен і стійки рівна 1/4 ширини прапора). У центрі розміщується синій щиток із жовтим шістнадцятипроменевим сонцем з людським обличчям.

## Символіка
Хрест у прапорі вказує на назву району та районного центру, яка походить від застарілого слова «криж» (хрест). Сонце підкреслює приналежність регіону до історичного Поділля, адже в 16-17 століттях територія району була в складі Брацлавського воєводства, що мало зображення срібного хреста в червоному полі з накладеним синім щитком із півмісяцем за герб.
Основні кольори прапора символізують наступне:
- Білий хрест на червоній основі прапора вказує на приналежність району до Вінницької області і є символом вічності життя, духовності українського народу.
- Червоний колір є ознакою хоробрості і мужності, готовості пожертвувати життям заради України.
- Синій колір уособлює собою багатство подільського краю.